# Station Breteuil-Embranchement
Station Breteuil-Embranchement is een spoorwegstation in de Franse gemeente Bacouël aan de lijn Paris Gare du Nord - Station Lille-Flandres.

## Treindienst
| Serie | Treinsoort | Route                                                           | Bijzonderheden |
| ----- | ---------- | --------------------------------------------------------------- | -------------- |
| C 10  | TER (SNCF) | Paris-Nord – Creil – Breteuil-Embranchement – Longueau – Amiens |                |